# Milicja Robotnicza PPS-WRN
Milicja Robotnicza PPS-WRN – wojskowa struktura konspiracyjna PPS-WRN działająca w latach 1939–1945. Tworzona w środowiskach zawodowych, jako partyjna formacja sabotażowo-ochronna i porządkowa działająca na terenie fabryk, kopalń i innych zakładów pracy, której celem było hamowanie produkcji wojennej oraz ochrona zakładów i ich urządzeń przed niszczeniem i wywożeniem przez Niemców. Milicja PPS i podległa jej Milicja Przemysłowa (Socjalistyczne Oddziały Bezpieczeństwa) najbardziej były rozbudowane w Zagłębiu Dąbrowskim. Miała stanowić zalążek organów bezpieczeństwa i porządku publicznego przyszłej władzy. Organizacyjnie przyjęła system piątkowy. W 1944 liczyła ok. 27 tys. członków.
Dowódcą Milicji Robotniczej był Antoni Pajdak ps. Traugutt, zastępcy: Stanisław Sobolewski ps. Krystian, Jan Władysław Wilczyński ps. Gnat.

## Stan Milicji PPS na czerwiec 1944 r.[2]
| Zgrupowanie – Okręg | Stan  | Kolejni dowódcy                                                      |
| ------------------- | ----- | -------------------------------------------------------------------- |
| Zagłębie Dąbrowskie | 2.736 | Lucjan Tajchman „Wirt", Antoni Biedroń „Baca”, Roman Żołędź „Marian” |
| Kraków              | 6.181 | Jan Wcisło „Dąb”, Saturnin Nowakowski „Marian”                       |
| Radom               | 3.212 | Stefan Heine „Lach”, Jan Siemek „Korab”                              |
| Rzeszów             | 1.103 | Wincenty Rubacha „Świder”, Tytus Zwoliński „Raf”                     |
| Tarnów              | 912   | Kazimierz Czubak „Kazet", Józef Hanzel „Krata”                       |
| Kielce              | 630   | Michał Gorajski „Marmur", Franciszek Słupiński „Niwa”                |
| Śląsk               | 6.320 | Wincenty Balicki „Belka", Józef Kalisz „Józef”                       |
| Warszawa-miasto     | 2.330 | Władysław Wilczyński „Gnat”                                          |
| Cieszyn             | 220   | Emanuel Wieczorek „Marek”                                            |
| Krosno-Podkarpacie  | 460   | Stefan Brodziński „Grot”                                             |
| Warszawa Podmiejska | 832   | Lucjan Tobolski „Luc”, Ludiwk Wiliński „Lucek”                       |
| Białystok           | 830   | Władysław Zieliński „Michał”                                         |
| Lublin              | 480   | Stanisław Karwowski „Ster”                                           |
| Lwów                | 340   | Miachał Filipiak „Fil”, Franciszek Petri „Franek”                    |
| Tarnopol            | 112   | Ludwik Mędrek „Maszyna”                                              |
| Wilno               | 630   | Jakub Łuksza „Kuba”, Franciszek Stążowski „Franek”                   |

## Milicja PPS na Śląsku i Zagłębiu
Według szczątkowych danych w Sosnowcu w 1944 r. Milicja PPS liczyła 475 członków w pięciu dzielnicach. W powiecie będzińskim ok. 200 osób w 15 plutonach.
Na Śląsku milicja skupiała ok. 3000 osób, zaś na Śląsku Cieszyńskim 960 osób Dodatkowo tworzone były oddziały milicji przemysłowej, którymi w Zagłębiu dowodził Stefan Kura-Granicki ps. „Gromek”, „Gołąb”, „Oset”, a następnie Henryk Żmijewski ps. „Kuba”. Milicja Przemysłowa działała na terenie zakładów zajmując się wywiadem przemysłowym, sabotażem oraz zabezpieczeniem fabryk.